# بيتر فروست

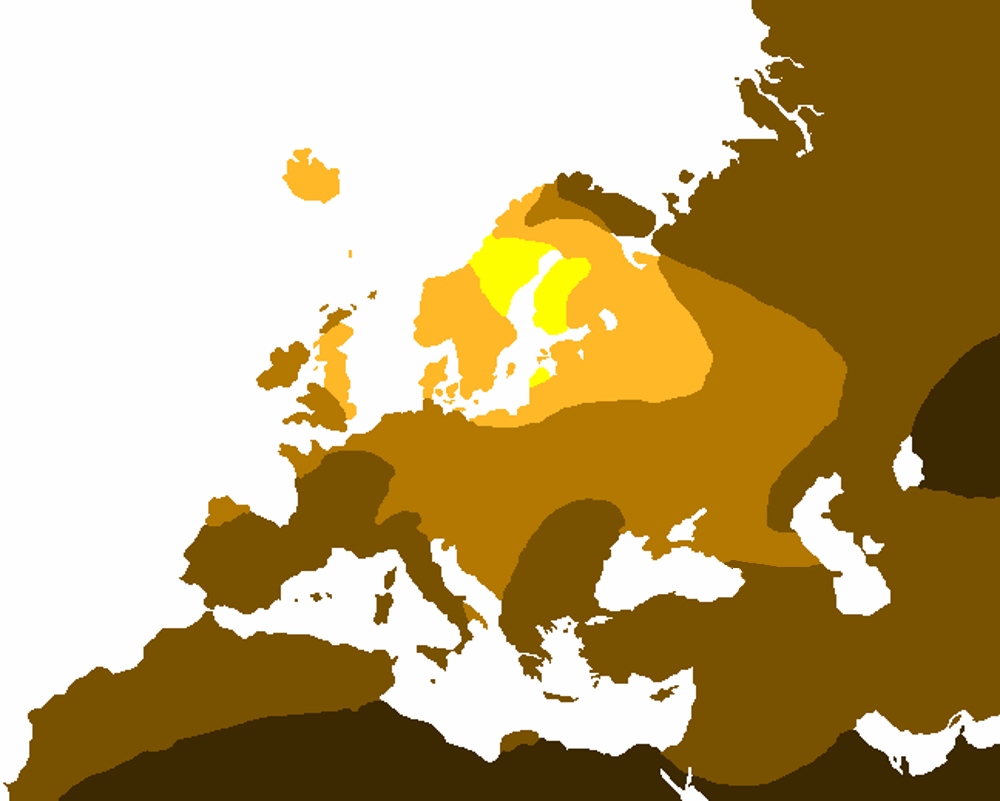
انتشار الشعر الأشقر في أوروبا وفقًا لدراسة أجراها عالم الأنثروبولوجيا بيتر فروست عام 2006:
80—100%
50—79%
20—49%
1—19%
أقل من 1%

بيتر فروست (بالإنجليزية: Peter Frost؛ بالسويدية: Peter Frost) هو عالم آثار، علم الإنسان ومصور بريطاني وسويدي، ولد في 1951.